# Sies Wever
Pour les articles homonymes, voir Wever.
Sies Wever, de son nom complet Hilleginus Wever, est un footballeur néerlandais né le 17 février 1947 à Beilen et mort le 18 août 2018 à Emmen. Il évoluait au poste de gardien de but.

## Biographie
Sies Wever est joueur de l'Ajax Amsterdam de 1970 à 1974,,.
Il est barré notamment par Heinz Stuy et ne dispute que peu de matchs dee première division néerlandaise (1 match en 1970-1971, 2 matchs en 1971-1972 et 7 matchs en 1973-1974).
Avec l'Ajax, il remporte alors deux titres de Champion des Pays-Bas en 1972 et 1973. Il remporte également la Coupe des Pays-Bas en 1972.
Il rejoint le MVV Maastricht en 1974. Avec ce club, il dispute 9 matchs lors de la saison 1974-1975 et 11 matchs en 1975-1976.

## Palmarès
Ajax Amsterdam
| - Championnat des Pays-Bas (2) : - Champion : 1971-72 et 1972-73. - Vice-champion : 1970-71 - Coupe des Pays-Bas (1) : - Vainqueur : 1971-72. |